# Ночная тусовка
«Ночная тусовка» (англ. Sleepover) — американская молодёжная комедия 2004 года режиссёра Джо Нуссбаума, ставшая его режиссёрским дебютом в полнометражном кино. 

## Сюжет
Действие фильма начинается с последнего звонка в школе. Две подруги — Джули и Ханна — решают провести шикарную прощальную вечеринку у себя дома в честь окончания школы. Они приглашают ещё двух подруг — Фарру и Стейси — принять участие в их тусовке. Однако Стейси, девушка, которая общается с крутым парнем из колледжа (Тодом) и постоянно задирает подруг, отказывается прийти на вечеринку, объясняя, что идёт с Тодом на дискотеку в колледж. Тогда Джули вместо Стейси приглашает к себе на вечеринку Енси — не очень привлекательную, но добрую девушку, которую все парни стараются не замечать. Итак, составив список приглашённых, Джули и Ханна идут домой, чтобы подготовиться к вечеринке.
По дороге домой они проходят мимо колледжа. В него Джули мечтает поступить после школы, но очень сожалеет, что будет учиться там без Ханны — та переезжает в другой город. В колледже есть два места для ланча — у фонтана и возле мусорников. У фонтана сидят и обедают самые крутые и модные ребята, возле мусорников — изгои. Здесь же подруги случайно встречают Стива — мечту Джули. Джули говорит, что «жизнь предсказуема до отвращения», говоря, что точно знает, что Стейси и её подруга Лиз будут сидеть у фонтана, а Джули одна у мусорников.
Придя домой, девочки встречают мать Джули Габби, которая уходит из дому и строго наказывает девочкам особо не шалить и ни в коем случае не выходить из дома. Отец Джули уверяет её, что присмотрит за девочками.
Неожиданно все планы меняются. В разгаре вечеринке к четверым подругам входит Стейси и говорит, что они с Тодом решили не идти на танцы, а просто переспали. Однако она всё же хочет повеселиться. На самом деле она разругалась с ним, но никому об этом не сказала. С подругами она организовывает конкурс — охоту по списку. Девочки делятся на две группы — группу Стейси и группу Джули — и выполняют следующие задания:
1) Одевают манекен в одном из магазинов;
2) Встречаются с парнем на вечеринке в клубе Космо и выпивают с ним любой напиток;
3) Похищают эмблему патрульной машины квартала;
4) Крадут шорты Стива (задание, включённое специально для Джули).
В награду выигравшая группа получает право обедать у фонтана, а проигравшая группа — у мусорников.
Джули пытается уговорить подруг не делать столь рискованный шаг, но Ханна говорит ей, что это единственный способ получить место у фонтана, а значит, получить шанс сидеть рядом со Стивом. В конце концов Джули соглашается.
Девочек ожидают самые захватывающие приключения и передряги, а Джули даже один раз гоняет по городу на скейтборде и случайно попадается на глаза Стиву, однако тот стоял на перекрёстке при красном сигнале светофора, и Джули просто проехала мимо него. Но Стив поражён этой внезапной встречей, и с этих пор все его мысли только об этой прекрасной девушке.
В конце концов у двух групп ничья, равные результаты. Тогда они решают пройти на танцы в колледж (те самые, что пропустила Стейси), где проходит конкурс Короля и Королевы колледжа. Девочки условились, что как только любая из двух групп любым способом получит корону, соответствующая группа выигрывает. Здесь же присутствует и Стив, который случайно находит выпавший у Джули листок со списком охоты и тут же замечает саму Джули в толпе. Несколько раз он пытается заговорить с ней, но она всё время ускользает в толчее людей. Здесь же Енси улыбается счастье — она встречает парня, который не смеётся над ней, а напротив, посвящает ей песню и приглашает её танцевать. Джули, Ханна и Фарра рады за подругу.
Но тут наступает главный момент — вручение корон. И Королевой оказывается некая Дженифер Ален, а Королём… Стив. Лиз говорит, что Дженифер её подруга и что та точно отдаст ей корону. Королеве и Королю предлагают выбрать пару для финального танца. Джули грустно смотрит на Стива, понимая, что он никогда не вызовет её. И Стив, беря микрофон, произносит имя… Джули. Обескураженную девушку подталкивают радостные подруги. Джули выходит к нему на сцену, и Стив бережно надевает на неё корону. Команда Джули выиграла!
Утром, после всех ночных приключений, подруги прощаются, и Джули остаётся совсем одна. Печальная, она возвращается в свою комнату и вдруг видит, что на крючке возле стены на крыше дома висит та самая блестящая корона Короля. Выйдя на крышу, Джули встречает Стива, который пришёл к ней для финального поцелуя.

## Критика
Фильм получил в основном отрицательные отзывы кинокритиков и зрителей. Например на агрегаторе рецензий Rotten Tomatoes у него всего 15 % положительных отзывов. На Metacritic фильм получил оценку 33 % на основе отзывов 29 рецензий, что указывает на «в целом неблагоприятные отзывы».

## В ролях
| Актёр                | Роль   |
| -------------------- | ------ |
| Алекса Вега          | Джули  |
| Мика Бурем           | Ханна  |
| Джейн Линч           | Габби  |
| Сэм Хантингтон       | Рен    |
| Сара Пэкстон         | Стейси |
| Бри Ларсон           | Лиз    |
| Скаут Тейлор-Комптон | Фарра  |
| Дуглас Смит          | Грегг  |
| Катя Певек           | Молли  |
| Стив Карелл          | Шерман |
| Шон Фэрис            | Стив   |

В фильме также присутствует камео группы Allister.